# René de Naurois
René de Naurois (ur. 24 listopada 1906 w Paryżu, zm. 12 stycznia 2006 w Brunoy) – francuski duchowny rzymskokatolicki, kapelan wojskowy i ornitolog. 

## Życiorys
Urodził się w Paryżu, w rodzinie właścicieli gospodarstw rolnych w Górnej Garonnie. Studiował na Uniwersytecie w Tuluzie, gdzie uzyskał licencjat z matematyki i licencjat z teologii. W latach 1926–1928 służył w artylerii w Tuluzie, był kilkukrotnie urlopowany z powodów zdrowotnych, w 1931 na własną prośbę został przeniesiony do szkoły artylerii w Poitiers.
22 czerwca 1936 roku otrzymał święcenia kapłańskie i został mianowany zastępcą kapelana mniejszości francuskiej w Berlinie. W 1939 roku powrócił do Francji i został zmobilizowany jako porucznik rezerwy w 93. Pułku Artylerii Górskiej. Następnie został przydzielony do służby w 1. Armii i brał udział w kampanii francuskiej. W sierpniu 1940 został zdemobilizowany.
Pod koniec czerwca 1940 roku zwrócił się do biskupa Jules-Gérauda Saliège z prośbą o pozwolenie na przyłączenie się do Wolnych Francuzów, spotkał się jednak z odmową. Pracował jako wykładowca teologii i filozofii w Katolickigo Uniwersytetu w Tuluzie. Od 1940 do 1942 roku był kapelanem kilku grup studenckich we Francji, zaangażował się także w działalność ruchu oporu. W 1941 za sprawą interwencji admirała François Darlana został wydalony z pracy w Ecole des cadres d'Uriage.
Od października 1941 był jedną z czołowych postaci ruchu oporu w Tuluzie, organizując pomoc dla ukrywających się Żydów. W 1942 roku zaangażował się w działalność organizacji Témoignage Chrétien. W 1942 zorganizował przerzut grupy francuskich Żydów do Szwajcarii. 6 listopada 1942 roku został na krótko aresztowany przez okupantów, a jego dom w 1942 był kilkukrotnie przeszukiwany przez policję. 
W związku z groźbą aresztowania przez gestapo, 26 grudnia 1942 roku przekroczył granicę z Hiszpanią i następnie przez Gibraltar udał się do Wielkiej Brytanii. W kwietniu 1943 roku dołączył do wojsk Wolnych Francuzów i mimo słabego stanu zdrowia, po kilku prośbach został przydzielony do służby jako kapelan francuskich komandosów. Wraz z 1. Batalionem Komandosów Piechoty Morskiej był jednym ze 176 Francuzów, którzy wylądowali we Francji w ramach operacji Overlord. Podczas walk krótko po lądowaniu ochotniczo zastąpił francuskiego medyka, który zginął w pierwszych godzinach walki. Do osiągnięcia celu, którym było kasyno w Ouistreham, jego oddział stracił ponad 40% stanu osobowego. 1 listopada 1944 roku brał także udział w desancie na wyspę Walcheren.
Od listopada 1944 do 1 maja 1945 roku przebywał w szpitalu w Wielkiej Brytanii. 2 maja 1945 powrócił do swojej jednostki stacjonującej w Holandii. Od października 1945 do marca 1946 roku służył jako kapelan w okupowanym Berlinie. W marcu 1946 zdemobilizowany, wrócił do Tuluzy, gdzie wykładał w tamtejszych szkołach wyższych.
Po wojnie awansowany do stopnia podpułkownika rezerwy. W latach 50. i 60. badał zwyczaje ptaków Mauretanii i Maroka, gdzie dokonał kilku ważnych odkryć, dzięki którym został zatrudniony w Centre national de la recherche scientifique. Pracował jako ornitolog na Nowej Kaledonii, Wyspach Zielonego Przylądka, Wyspie Świętego Tomasza i Wyspie Książęcej. W 1969 roku obronił pracę doktorską na temat ptaków zachodniego wybrzeża Afryki i został zatrudniony w Muzeum Historii Naturalnej w Paryżu. Od 1971 roku był członkiem korespondentem American Ornithologists’ Union.
W 1988 roku nadano mu tytuł Sprawiedliwego wśród Narodów Świata. Zmarł 12 stycznia 2006 roku w Brunoy, został pochowany w Ranville.

## Odznaczenia
Odznaczony następującymi odznaczeniami:
- Komandor Legii Honorowej
- Order Wyzwolenia (1945)
- Krzyż Wojenny 1939–1945
- Krzyż Wojskowy (Wielka Brytania)
- Sprawiedliwy wśród Narodów Świata (1988)

## Publikacje
- Peuplements et cycles de reproduction des oiseaux de la côte occidentale d'Afrique (Paryż, 1969)
- Les oiseaux de l'archipel du Cap Vert (Lizbona, 1994)
- Les oiseaux des îles du Golfe de Guinée (Lizbona, 1994)
- Aumônier de la France libre. Mémoires (Perrin, 2004)